# Bahnhof Dillenburg
Der Bahnhof Dillenburg ist ein Durchgangsbahnhof an der Dillstrecke in der mittelhessischen Stadt Dillenburg.

## Geografische Lage
Unmittelbar an den Bahnhof grenzt der zentrale Omnibusbahnhof, von dem aus Buslinien das Umland erschließen. Zusammen bilden sie den Knoten des öffentlichen Personennahverkehrs in Dillenburg.

## Geschichte

### Entwicklung
Der Bahnhof Dillenburg wurde zusammen mit der Strecke 1862 eröffnet. 1872 kam die Scheldetalbahn Dillenburg–Wallau (Lahn) und 1892 die Dietzhölztalbahn Dillenburg–Ewersbach hinzu.
Der Personenverkehr auf den beiden Nebenstrecken wurde 1987 eingestellt.
Bis zur Errichtung des Busbahnhofs in den späten 1980er-Jahren befanden sich dort die Stumpfgleise 24, 25 und 26, wovon allerdings nur Gleis 24 über einen Bahnsteig erreichbar war. In der Regel fuhren von dort Züge nach Niederwalgern ab.
1983 wurde das ehemalige Bahnbetriebswerk Dillenburg geschlossen, das einst eine große Bedeutung für die Unterhaltung der in der Region eingesetzten Dampflokomotiven besaß. Die Anlagen sind mittlerweile verfallen, die Drehscheibe ist entfernt. Auch der Güterbahnhof verfügt bis heute über sehr weitläufige Gleisanlagen, von denen allerdings nur noch ungefähr die Hälfte für den heutigen Rangierbetrieb benötigt wird.

### Güterzugunfall vom 5. November 2008
Am 5. November 2008 fuhr im Bereich des Güterbahnhofs ein Kesselwagen-Güterzug in einen anderen Güterzug, welcher fabrikneue Porsche-Sportwagen geladen hatte. Der Lokführer des Kesselwagen-Zuges wurde leicht verletzt, der Sachschaden belief sich auf rund 5 Millionen Euro. Über 20 Sportwagen fielen von den Waggons, ein Austritt von Chemikalien aus den Kesselwagen fand nicht statt. Ursache des Unfalls war, dass die diensthabende Weichenwärterin das betreffende Gleis fälschlicherweise als frei gemeldet hat, obwohl die hinteren Wagen des Autotransporter-Zuges das Gleis noch belegten.

## Anlagen

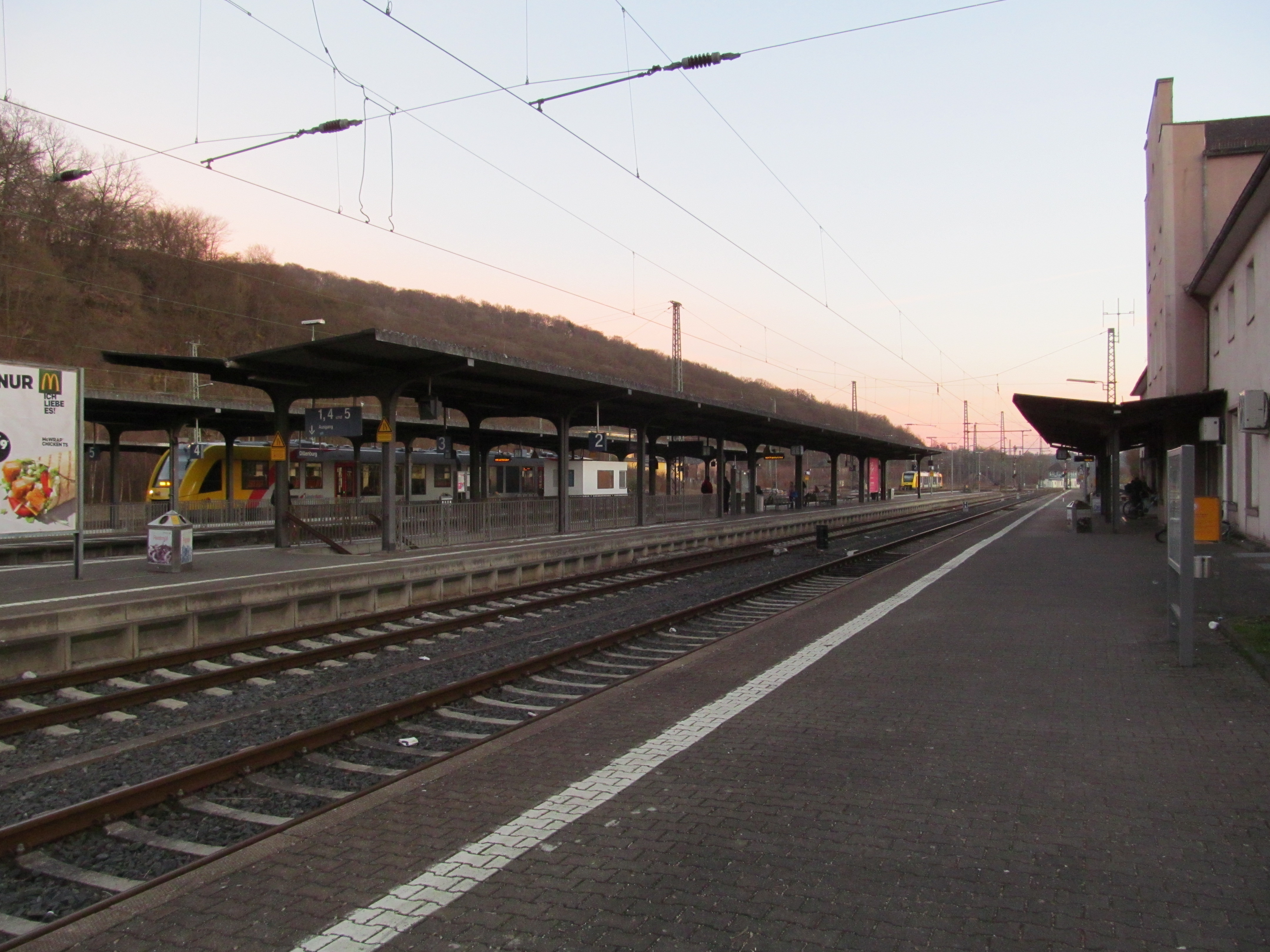
Die Gleisanlagen und Bahnsteige (Februar 2019)

### Empfangsgebäude
Das Empfangsgebäude des Bahnhofs stammt im Kern von 1862. Damals wurde ein Gebäude im Rundbogenstil errichtet. Schon vor dem Ersten Weltkrieg war ein kompletter Neubau geplant, was der Krieg aber verhinderte. Auch in der Nachkriegszeit war das Geld knapp, so dass statt eines Neubaus 1925/26 ein umfassender Umbau mit Erweiterungen stattfand. Dabei wurde der historische Baudekor entfernt, die Profile an Fenstern und Türen abgeschlagen, die Rundbogen vermauert und viereckige Fenster eingesetzt und der historisierende Giebel durch eine moderne Form ersetzt. So erscheint das Empfangsgebäude heute als expressionistisch. Das Gebäude ist ein Kulturdenkmal nach dem Hessischen Denkmalschutzgesetz.
In dem Bahnhofsgebäude befanden sich bis in die 2000er Jahre noch Fahrkartenschalter, heute ist der Erwerb von Fahrkarten dagegen an Automaten sowie im Service Store von DB Station&Service möglich, welcher Anfang der 2000er Jahre neu eingerichtet wurde. Einst befand sich im Gebäude auch eine Bahnhofsgaststätte, die allerdings seit mehr als 15 Jahren geschlossen ist.

### Bahnsteige

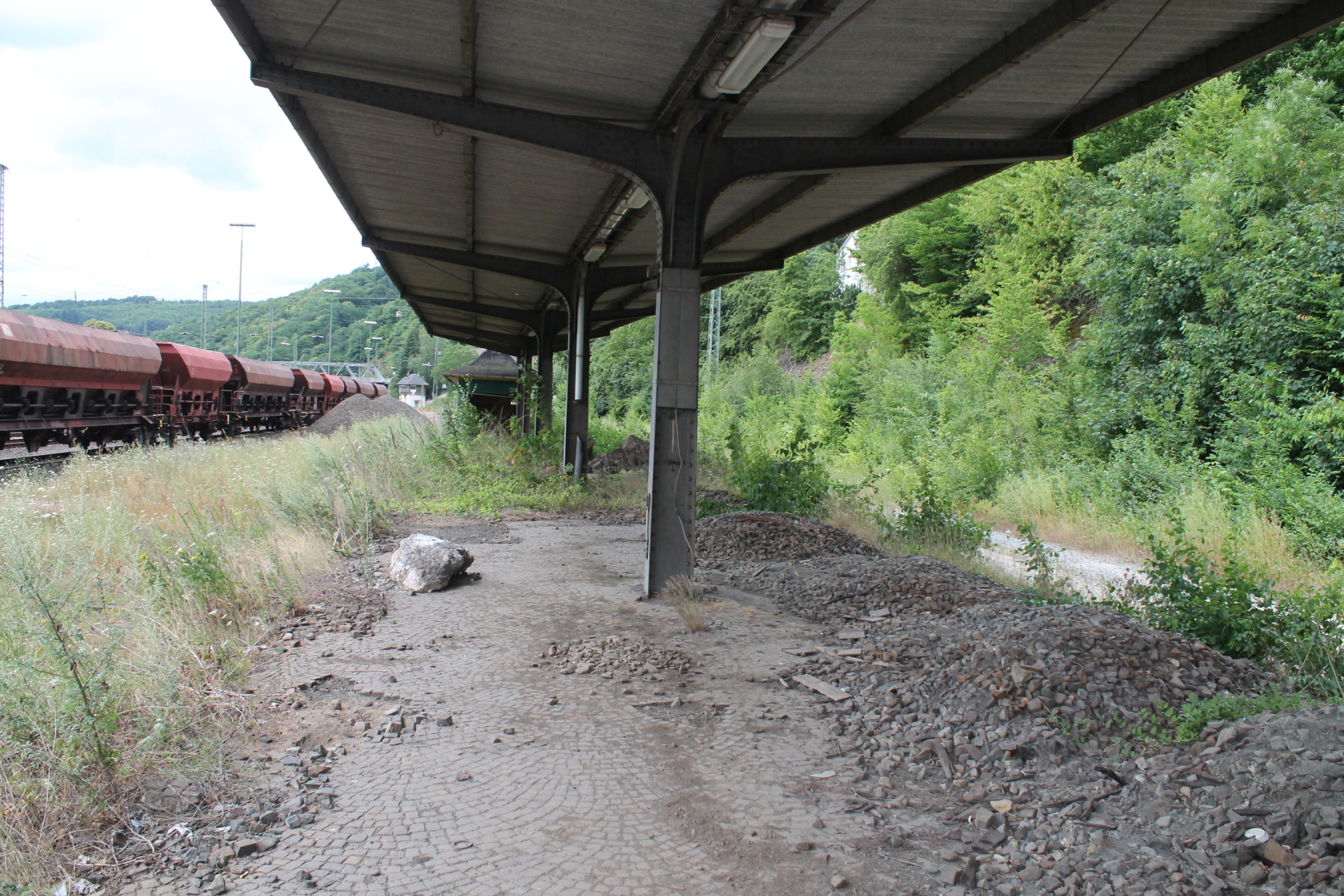
Stillgelegter Bahnsteig der ehemaligen Gleise 9 und 10

Es gibt fünf Bahnsteiggleise an einem Haus- und zwei Mittelbahnsteigen. Alle sind teilweise überdacht. Ein weiterer Bahnsteig im Osten, der von den Zügen der Nebenstrecken genutzt wurde, ist zwar noch vorhanden, aber gleislos und weitgehend überwachsen. Die Bahnsteige sind durch eine Unterführung miteinander verbunden. Aufzüge fehlen jedoch (Stand Okt. 2023). Der Zugang zum östlichsten Bahnsteig ist heute nicht mehr möglich.

### Stellwerk
Die Zug- und Rangierfahrten im Bereich des Dillenburger Bahnhofs werden heute von drei elektromechanischen Stellwerken aus gesteuert. Noch in Betrieb sind das Fahrdienstleiter-Stellwerk Df (Dillenburg Fahrdienstleiter) sowie die beiden Weichenwärter-Stellwerke Dn (Dillenburg Nord) und Ds (Dillenburg Süd). Von den weiteren Stellwerken im Bereich des Güterbahnhofs wurde zuletzt das Stellwerk Dr (Dillenburg Rangierbahnhof) aufgelassen. Die Einfahr-, Zwischen- und Ausfahrsignale im Bereich des Bahnhofs Dillenburg sind noch als Formsignale ausgeführt, deren Vorsignale jedoch schon Anfang der 1990er-Jahre vollständig auf Lichtvorsignale umgebaut wurden.

## Bedeutung

### Personenverkehr
Im Dillenburger Bahnhof halten Regional-Express-Züge (RE 99), der Mittelhessen-Express (RB 40) sowie Regionalbahnen (RB 95 und RB 96). Mit Ausnahme von vereinzelten Abweichungen fahren die Züge regulär von folgenden Gleisen ab:
| Linie | Linienverlauf | Takt                                                  | Regelgleis                       |
| ----- | --- | ----------------------------------------------------- | -------------------------------- |
| RE 99 | Main-Sieg-Express: Siegen Hbf – Wilnsdorf-Rudersdorf (zweistdl.) – Dillbrecht (zweistdl.) – Rodenbach (Dillkr) (zweistdl.) – Haiger – Sechshelden (zweistdl.) – Dillenburg – Herborn (Dillkr) – Wetzlar – Gießen – Friedberg (Hess) – Frankfurt (Main) West (einzelne Züge im Berufsverkehr) – Frankfurt (Main) Hbf Gießen – Frankfurt vereinigt mit RE 98 von Kassel Stand: Fahrplanwechsel Dezember 2021 | 60 min (Siegen–Gießen) 120 min (Gießen–Frankfurt)     | 3 (Rtg. Herborn) 4 (Rtg. Haiger) |
| RB 40 | Mittelhessen-Express: Frankfurt (Main) Hbf – Frankfurt (Main) West (– Bad Vilbel) (zweistdl.) – Friedberg (Hess) – Bad Nauheim (– Ostheim (b Butzbach)) (zweistdl.) – Butzbach (– Kirch Göns – Lang Göns – Großen Linden) (zweistdl.) – Gießen – Dutenhofen (Kr Wetzlar) – Wetzlar – Aßlar – Werdorf – Ehringshausen (Kr Wetzlar) – Katzenfurt – Edingen (Kr Wetzlar) – Sinn – Herborn (Dillkr) – Burg (Dillkr) Nord – Niederscheld (Dillkr) Süd – Dillenburg Flügelung in Gießen. Zugteil nach Marburg/Treysa als RB 41. Stand: Fahrplanwechsel Dezember 2021 | 40/80 min (Frankf.–Gießen) 60 min (Gießen–Dillenburg) | 1                                |
| RB 95 | Sieg-Dill-Bahn: Siegen Hbf – Wilnsdorf-Rudersdorf – Dillbrecht – Rodenbach (Dillkr) – Haiger – Sechshelden – Dillenburg Stand: Fahrplanwechsel Dezember 2021 | 120 min (werktags)                                    | 2                                |
| RB 96 | Hellertal-Bahn: Betzdorf (Sieg) – Grünebacherhütte – Grünebach Ort – Sassenroth – Königstollen – Herdorf – Struthütten – Altenseelbach – Neunkirchen (Kr Siegen) – Wahlbach (Kr Siegen) – Burbach (Kr Siegen) – Würgendorf (Ort) – Würgendorf – Holzhausen (Kr Siegen) – Niederdresselndorf – Allendorf (Dillkr) – Haiger Obertor – Haiger – Sechshelden – Dillenburg Stand: Fahrplanwechsel Dezember 2021 | 120 min                                               | 5                                |
| IC 34 | (Stuttgart –) Frankfurt – Wetzlar – Dillenburg – Siegen – Iserlohn-Letmathe – Witten – Dortmund (– Hamm – Münster) | Zwei- bzw. Vierstundentakt                            | 3 (Rtg. Wetzlar) 4 (Rtg. Siegen) |

In der Vergangenheit gab es auch einige Fernverkehrs-Verbindungen in viele Teile der Bundesrepublik in Form von Schnellzügen (D). Mit Einführung des Interregio (IR) verkehrte die IR-Linie 22 Frankfurt (M) – Münster über Dillenburg, später ab Hagen nach Düsseldorf statt Münster. Ein Zugpaar täglich fuhr ab Münster weiter über Rheine und Emden bis zum Bahnhof Norddeich Mole. Mit dem Interconnex (Linie 3) war Dillenburg 2003 erstmals mit der Hauptstadt Berlin verbunden. Der Eurocity EC 112 verkehrte zwischen 2009 und 2011 von Siegen nach Klagenfurt über Herborn, Wetzlar, Gießen, Bad Nauheim, Frankfurt, Darmstadt, Heidelberg, Stuttgart, Ulm, Augsburg, München, Salzburg und Villach. Dies war der erste internationale Reisezug ab Dillenburg. Er hatte Kurswagen nach Zagreb. Seit Dezember 2021 hält die Intercity-Linie 34 Frankfurt–Dortmund/Münster nach dem Vorbild der eingestellten Interregio-Linie. Fahrausweise des Nahverkehrs werden in den Zügen zwischen Dillenburg und Dortmund Hbf anerkannt.

### Güterverkehr

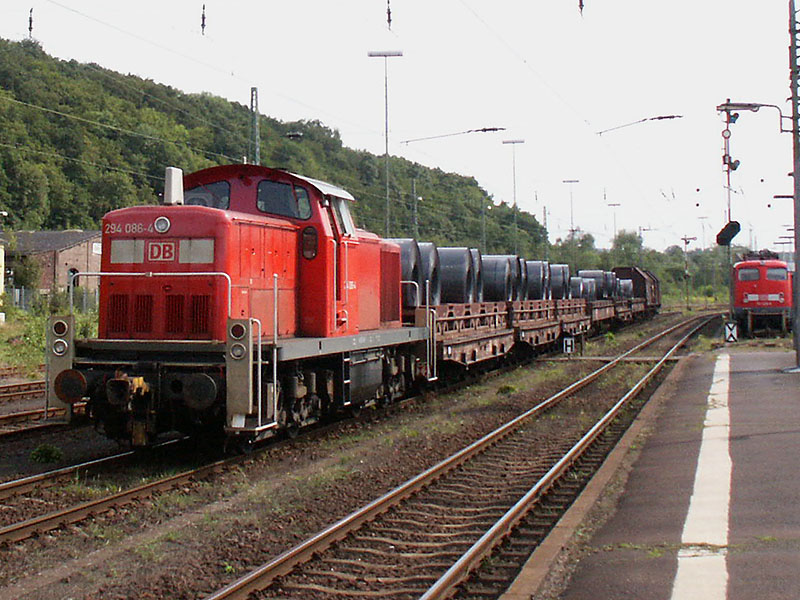
Übergabe mit Stahlcoils vom Dillenburger Güterbahnhof zum Stahlwerk im August 2002

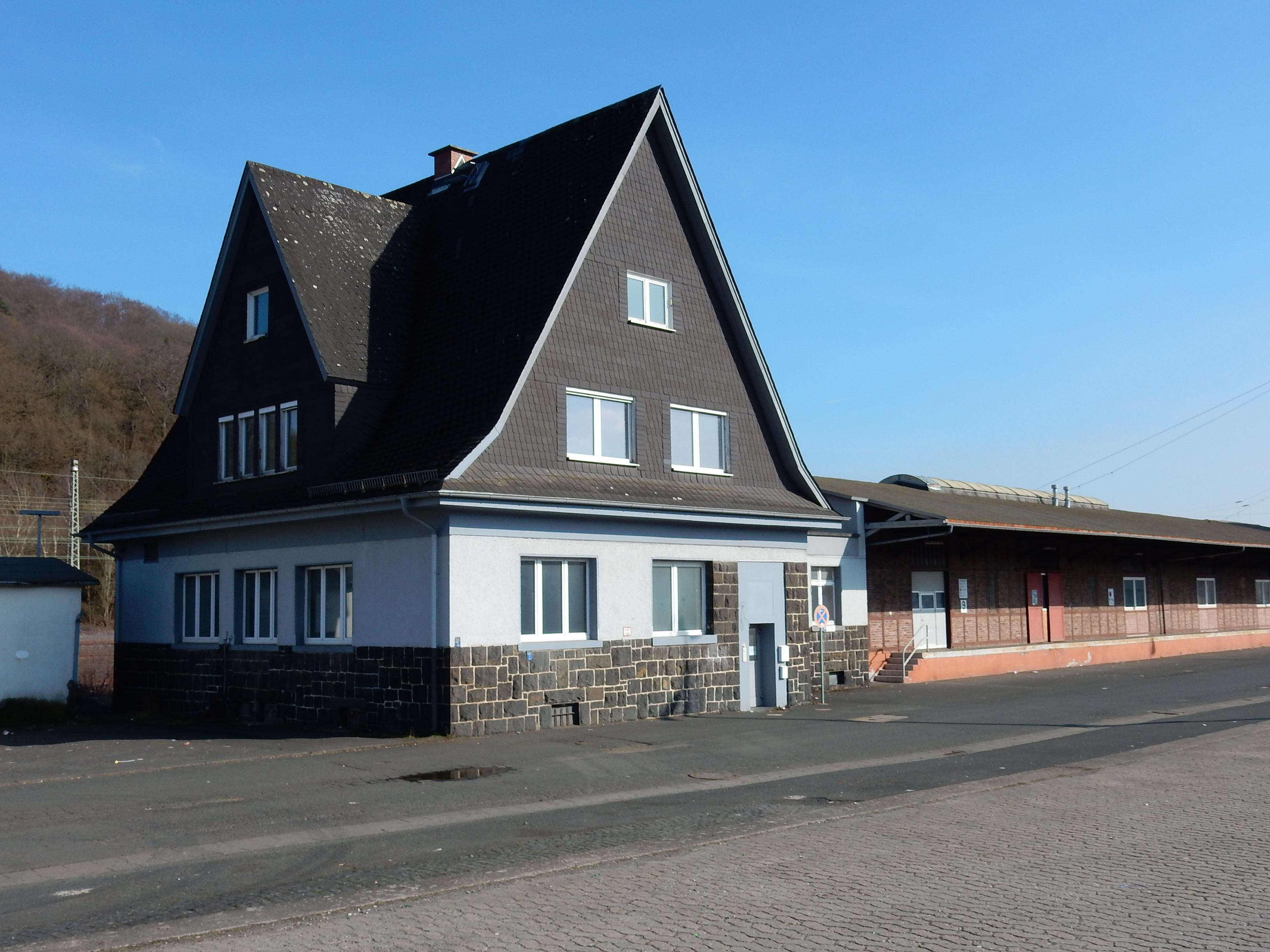
Verwaltungsgebäude des Güterbahnhofs

Der Bahnhof ist in zwei Bahnhofsteile unterteilt: der Personenbahnhof und südlich angrenzend der Güterbahnhof. Das Gebäude des Güterbahnhofs von 1916 besteht zum einen aus einem villenartigen Gebäude für die Verwaltung mit einem sehr großen Dach. Das Dach ist zweistöckig und überragt den einstöckigen Baukörper dominant. Zum anderen besteht das Gebäude aus der an diesen Verwaltungsbau angefügten Güterhalle. Es steht unter Denkmalschutz.
Im Güterbahnhof wird das regionale Güterverkehrsaufkommen der Bahnhöfe Haiger und Dillenburg gesammelt und über die Güterbahnhöfe Wetzlar und Kreuztal an das nationale Güterverkehrsnetz angebunden. Zudem besitzt der Dillenburger Güterbahnhof eine hohe Bedeutung für die Versorgung des ortsansässigen Stahlwerkes der ThyssenKrupp Nirosta, hauptsächlich mit zu veredelnden Stahlcoils, die täglich außer Donnerstags in einem Ganzzug aus dem Ruhrgebiet (v. a. Bochum) angeliefert werden. Für die Bewältigung der Rangieraufgaben wird Dillenburg täglich eine Lok der Baureihe 294 zugeteilt.

## Service
In unmittelbarer Nachbarschaft zum Bahnhof befindet sich ein Busbahnhof. Dort halten alle lokalen und regionalen Buslinien, so dass nicht nur in den Zug, sondern auch zwischen den Buslinien umgestiegen werden kann. Darüber hinaus gibt es am Bahnhofsvorplatz einen Taxistand und Kurzzeitparkplätze. Ferner steht südlich des Busbahnhofs ein Park-und-Ride-Parkplatz für Pendler zur Verfügung.
Außerdem gibt es einen DB-Service-Store im Bahnhof.